# Cmentarz Laurentyński
Cmentarz Laurentyński (wł. Cimitero Laurentino) – cmentarz komunalny przy Via Laurentina w południowej części Rzymu.
Cmentarz Laurentyński jest trzecim co do wielkości cmentarzem w Rzymie, po Cmentarzu Flamińskim i Campo Verano. Konsekrował go kard. Camillo Ruini 9 marca 2002 roku. Obejmuje teren o powierzchni 21 ha. Na cmentarzu znajduje się kaplica pogrzebowa ze 140 miejscami siedzącymi, z własnym parkingiem i terenem, na którym mogą odbywać się ceremonie pogrzebowe. W wydzielonej części cmentarza, nazywanej „Ogrodem Aniołów” (wł. Il Giardino degli Angeli), chowane są dzieci nienarodzone (wł. bambini mai nati). Ozdobą tej części cmentarza są dwie figury aniołów, jako archetypów niewinności i czystości.
Na cmentarzu pochowany został w 2020 roku Ennio Morricone.